# Hofberg (Bad Aibling)

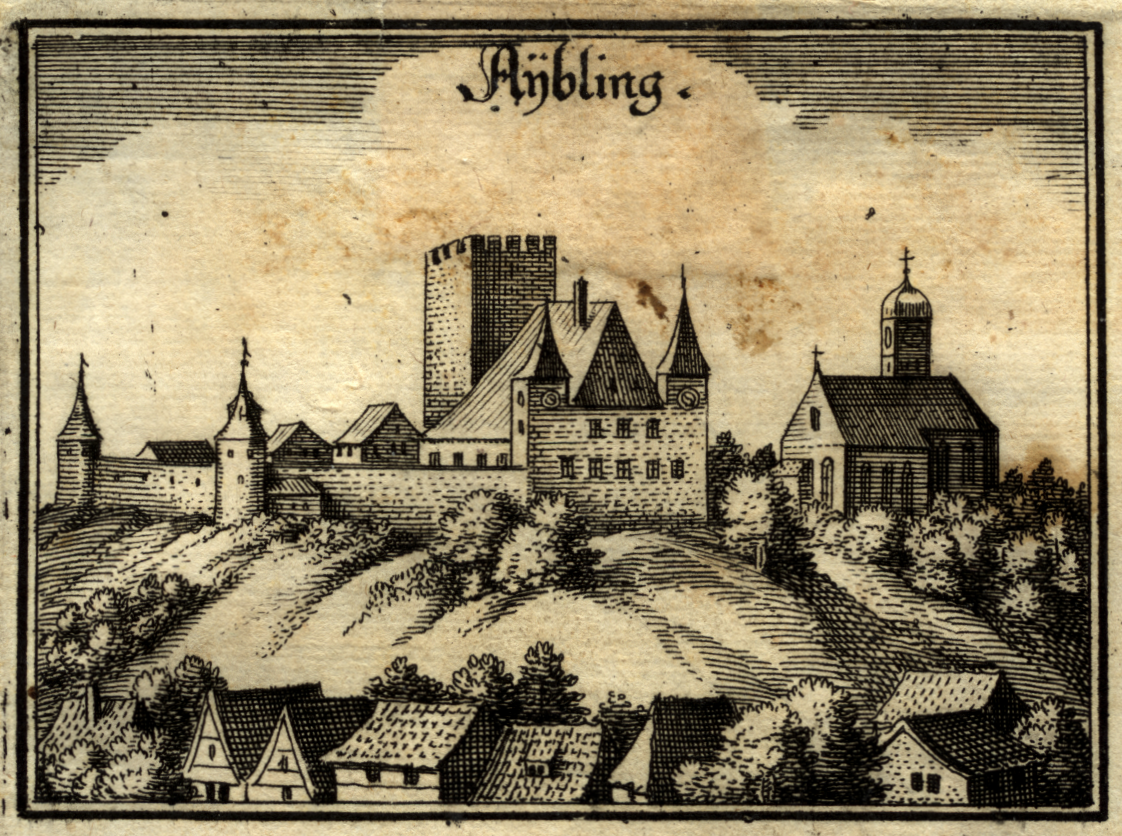
Hofberg auf einem alten Stich von Matthäus Merian d. Ä. aus dem Jahre 1644

Der Hofberg ist ein ehemaliger Burgberg in Bad Aibling. Er bildet den nordwestlichen Abschluss eines bogenförmigen Moränenhügels in den sich die Innenstadt von Bad Aibling schmiegt.

## Geschichte
Der Hofberg ist vermutlich bereits in der keltischen La-Tène-Zeit der Sitz einer Befestigungsanlage (Oppidum) gewesen, die später von den Römern übernommen wurde. Im Jahre 470 entstand dort ein Hof der Agilolfinger, der im 8. Jahrhundert zu einem Königshof (Königspfalz) der Karolinger ausgebaut wurde.
In den folgenden Jahrhunderten war der Hofberg Sitz der Vogtei Aibling. 1293 wurde am Hofberg ein Pfleggericht eingerichtet, bis 1972 befand sich hier ein selbständiges Amtsgericht.
Im Jahre 2013 wurde die hier noch bestehende Zweigstelle des Amtsgerichts Rosenheim aufgelöst. Heute befindet sich in den Gebäuden ein Vollstreckungsgericht als Außenstelle des Amtsgerichts Rosenheim.